# Nikita (1990.)
Nikita (poznat i pod nazivom La femme Nikita), je francusko-talijanski film iz 1990. redatelja Luca Bessona.

## Radnja
Poslije jedne pljačke, mlada Nikita je osuđena na doživotni zatvor zbog ubojstva tri policajca. Ipak poslije nekoliko godina dobiva drugu šansu. Obavještajnoj službi je potreban ženski ubojica. Službeno je proglašena mrtvom zbog predoziranosti drogom, započinje njeno školovanje za ubojicu i biva puštena na slobodu. 

## O filmu
Film je režirao Luc Besson. Point of No Return je hollywoodska inačica ovog filma snimljena 1993. s Bridget Fondom u glavnoj ulozi. 

## Uloge (izbor)
- Anne Parillaud – Nikita
- Marc Duret – Rico
- Patrick Fontana – Coyotte
- Alain Lathière – Zap
- Tchéky Karyo – Bob
- Jeanne Moreau – Amande
- Jean Reno – Victor

## Vanjske poveznice
- Nikita u internetskoj bazi filmova IMDb-a